# Molophilus flavoannulatus
Molophilus flavoannulatus là một loài ruồi trong họ Limoniidae. Chúng phân bố ở miền Australasia.